# Saccourvielle
Saccourvielle är en kommun i departementet Haute-Garonne i regionen Occitanien i södra Frankrike. Kommunen ligger i kantonen Bagnères-de-Luchon som tillhör arrondissementet Saint-Gaudens. År 2022 hade Saccourvielle 22 invånare.

## Befolkningsutveckling
Antalet invånare i kommunen Saccourvielle
Referens:INSEE